# Valley Brook (Oklahoma)
Valley Brook es un pueblo ubicado en el condado de Oklahoma en el estado estadounidense de Oklahoma. En el año 2010 tenía una población de 	765 habitantes y una densidad poblacional de 	1.092,86 personas por km².

## Geografía
Valley Brook se encuentra ubicado en las coordenadas 35°24′13″N 97°28′55″O / 35.40361, -97.48194 (35.403662, -97.482063) . Según la Oficina del Censo de los Estados Unidos, Valley Brook tiene una superficie total de 0,3 mi² (0,8 km²), de la cual 0,3 mi² (0,8 km²) corresponden a tierra firme y 0 mi² (0 km²) es agua.

## Demografía
Según la Oficina del Censo en 2000 los ingresos medios por hogar en la localidad eran de $21,193 y los ingresos medios por familia eran $23,565. Los hombres tenían unos ingresos medios de $21,071 frente a los $17,569 para las mujeres. La renta per cápita para la localidad era de $9,316. Alrededor del 25.2% de la población estaban por debajo del umbral de pobreza.